# Bell XV-3
Die Bell XV-3 (Werksbezeichnung Model 200) gehört zu den Kipprotor-VTOL-Wandelflugzeugen. Diese Flugzeuge starten senkrecht mit nach oben ausgerichteten Rotoren wie ein Hubschrauber. Zur Aufnahme des Horizontalflugs werden die Rotoren dann um 90° nach vorne geschwenkt. Den Übergang vom Schwebeflug zum Horizontalflug bezeichnet man als Transition.
Die XV-3 nutzt als Antrieb einen Sternmotor, der zwischen den Tragflächen im Flugzeugrumpf untergebracht ist und die Propeller über Fernwellen antreibt.

## Geschichte
Die XV-3 wurde von Bell und der United States Army gemeinsam entwickelt. Am 23. August 1955 absolvierte der erste von zwei Prototypen seinen Jungfernflug; allerdings noch als Hubschrauber mit Dreiblattrotor. Bei den späteren Versuchen sollte der Übergang vom Schwebe- zum Horizontalflug erprobt werden. Am 25. Oktober 1956 schwenkte Testpilot Dick Stansbury die Rotoren um 17° nach vorne, worauf derart starke Vibrationen die Maschine erschütterten, dass er ohnmächtig wurde und die Kontrolle verlor. Durch die Bruchlandung wurde Stansbury leicht verletzt und die XV-3 zerstört.
Mit dem zweiten Versuchsmodell wurde dann am 18. Dezember 1958 die weltweit erste Transition durchgeführt und im nachfolgenden Horizontalflug fast 200 km/h erreicht. Man setzte nun auf einen Zweiblattrotor an versteiften Flügeln, dennoch bekamen die Ingenieure die Instabilität nie unter Kontrolle. Der zweite Prototyp absolvierte 125 Flugstunden und 110 vollständige Transitionen auf mehr als 250 Flügen, bis bei einem Windkanaltest im November 1968 beide Rotoren durch Vibrationen und technische Mängel abrissen. Daraufhin wurde das XV-3-Programm eingestellt.

## Nachfolger
Aufbauend auf den Erfahrungen mit der XV-3 baute die Firma Bell Ende der sechziger Jahre ein neues Versuchsflugzeug mit der Bezeichnung „Modell 300“ und zusammen mit der NASA das „Modell 301“, welches am 3. Mai 1977 den ersten Schwebeflug absolvierte. Aufgrund des Interesses der US-Armee bekam das Modell die Bezeichnung XV-15. Durch eine automatische Flugsteuerungs- und Stabilisierungsanlage konnten Stabilitätsprobleme, die die XV-3 im Horizontalflug bei den damaligen Versuchen noch aufwies, gelöst werden. 1989 hatte das direkte Ergebnis der „XV-15“-Versuche Premiere: Zusammen mit Boeing hatte Bell die V-22 „Osprey“ entwickelt, die sich heute im Dienst des United States Marine Corps befindet.

## Technische Daten

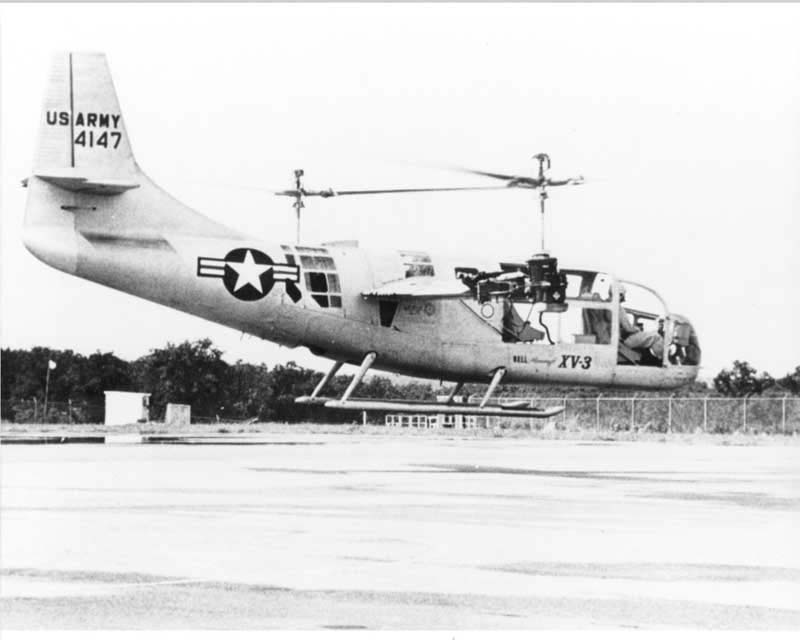
Frühe Bell XV-3

| Kenngröße             | Daten                                           |
| --------------------- | ----------------------------------------------- |
| Besatzung             | 1                                               |
| Länge                 | 9,23 m                                          |
| Spannweite            | 9,54 m                                          |
| Höhe                  | 4,11 m                                          |
| Rotorkreisdurchmesser | 10,06 m                                         |
| Rüstmasse             | 1634 kg                                         |
| max. Startmasse       | 2179 kg                                         |
| Höchstgeschwindigkeit | 291 km/h                                        |
| Dienstgipfelhöhe      | 3660 m                                          |
| Schwebeflughöhe       | 2256 m (mit Bodeneffekt)                        |
| Reichweite            | 410 km                                          |
| Triebwerke            | Pratt & Whitney R-985-AN3-Sternmotor mit 336 kW |